# Aegilotriticum rodetii
Aegilotriticum rodetii är en gräsart som först beskrevs av Louis Charles Trabut, och fick sitt nu gällande namn av Van Slageren. Aegilotriticum rodetii ingår i släktet Aegilotriticum och familjen gräs. Inga underarter finns listade i Catalogue of Life.